# Ел Бенсон
Ел Бе́нсон (англ. Al Benson), справжнє ім'я А́ртур Лі́нер (англ. Arthur Leaner; 30 червня 1908, Джексон, Міссісіпі — 6 вересня 1978, Беррієн-Спрингс, Мічиган) — американський радіо ді-джей, музичний продюсер і власник лейблів звукозапису. У 2018 році був включений до Зали слави блюзу.

## Біографія
Народився 30 червня 1908 року в Джексоні, штат Міссісіпі. У віці семи років танцював чечітку у танцювальному джазовому гурті свого батька, також працював у шоу менестрелів. У 1923 році переїхав до Чикаго. Змінив багато професій, працював залізничним кухарем, інспектором, який спостерігає за умовно засудженими та проповідником у мійській вуличній церкві.
Його кар'єра на радіо почалась у 1943 році, коли почав працювати на станції WGES в Чикаго в релігійній програмі. З 1949 по 1950 роки працював A&R-менеджером на лейблах Ole Swing-Master (названий на честь прізвиська Бенсона, однак ним володів Егмонт Содерлінг), на якому випускав записи Т-Боун Вокера, Snooky and Moody, Флойда Джонса, а також власного гурту. З 1953 по 1956 роки керував лейблами Parrot/Blue Lake, на яких записувались такі блюзові виконаці, як Віллі Мейбон, Кертіс Джонс, Джон Брім, Альберт Кінг, Дж. Б. Ленор, Санніленд Слім і Джо Вільямс, а також багато вокальних гуртів і джазових музикантів.
З 1965 по 1968 роки володів лейблом Crash (а також дочірніми Mica і Glowstar), де записувався блюзвой музикант Меджик Сем і соул-співак Джиммі Доббінс. Упродовж 1960-х працював як ді-джей на різних радіостанціях. В останні роки також володів музичною крамницею, однак через слабке здоров'я втратив дві ноги.
Помер 6 вересня 1978 року в Беррієн-Спрингс, штат Мічиган у віці 70 років від серцевої недостатності.
У 2018 році його ім'я було занесено до Зали слави блюзу в категорії «Особистості».